# Pato Álvarez
Pour les articles homonymes, voir Álvarez.
William L. Álvarez dit Pato Álvarez, né le 15 décembre 1934 à Medellín et mort le 22 janvier 2022 à Barcelone, est un joueur puis entraîneur de tennis colombien.

## Biographie
Actif sur le circuit international entre 1957 et 1971, Pato Álvarez a remporté une trentaine de tournois mineurs, principalement en France, mais aussi en Allemagne et en Angleterre. Parmi ses victoires, notons le championnat de Norvège en 1960 et la Coupe Porée en 1964. Sur le plan national, il a détenu huit titres de Champion de Colombie. Il a atteint le 3e tour à Roland-Garros en 1961, battu par Manuel Santana.
Installé en Espagne depuis 1970, il y devient entraîneur après la fin sa carrière. Connu pour sa stricte discipline et son professionnalisme, il a collaboré avec de nombreux joueurs de tennis espagnols de renom tels que les frères Emilio et Javier Sánchez, Sergio Casal ou encore Julián Alonso. Il a aussi participé à la formation de joueurs tels qu'Andy Murray et Grigor Dimitrov. Véritable « gourou » du tennis espagnol, il a grandement contribué aux succès du tennis espagnol des années 1980 aux années 2010.
Il a travaillé pendant plus de 15 ans pour la Fédération espagnole de tennis, puis pour l'académie Sánchez-Casal à Barcelone. Depuis 2015, un court de l'académie porte son nom avec la mention : « créateur du système d'entraînement actuel du tennis espagnol ».

## Parcours dans les tournois duGrand Chelem

### En simple
| Année | Open d'Australie | Open d'Australie | Internationaux de France | Internationaux de France | Wimbledon       | Wimbledon       | US Open | US Open |
| ----- | ---------------- | ---------------- | ------------------------ | ------------------------ | --------------- | --------------- | ------- | ------- |
| 1957  | —                | —                | 2e tour (1/32)           | Mervyn Rose              | 1er tour (1/64) | Isaías Pimentel | —       | —       |
| 1958  | —                | —                | 2e tour (1/32)           | Billy Knight             | 2e tour (1/32)  | Abe Segal       | —       | —       |
| 1959  | —                | —                | 2e tour (1/32)           | Torben Ulrich            | 1er tour (1/64) | Roy Emerson     | —       | —       |
| 1960  | —                | —                | 2e tour (1/32)           | F. Contreras             | 1er tour (1/64) | Geoff Paish     | —       | —       |
| 1961  | —                | —                | 3e tour (1/16)           | Manuel Santana           | 2e tour (1/32)  | Jacky Brichant  | —       | —       |
| 1962  | —                | —                | 1er tour (1/64)          | John Fraser              | 1er tour (1/64) | Antonio Palafox | —       | —       |
| 1963  | —                | —                | 2e tour (1/32)           | Martin Mulligan          | 1er tour (1/64) | Michael Hann    | —       | —       |
| 1964  | —                | —                | 1er tour (1/64)          | Keith Diepraam           | 1er tour (1/64) | Mark Cox        | —       | —       |
| 1965  | —                | —                | 2e tour (1/32)           | Jean-Noël Grinda         | 1er tour (1/64) | Cliff Richey    | —       | —       |
| 1966  | —                | —                | 2e tour (1/32)           | Alex Metreveli           | 1er tour (1/64) | Ron Barnes      | —       | —       |
| 1967  | —                | —                | 1er tour (1/64)          | Andras Szikszai          | —               | —               | —       | —       |
| 1968  | —                | —                | —                        | —                        | —               | —               | —       | —       |
| 1969  | —                | —                | 2e tour (1/32)           | P. Marmureanu            | —               | —               | —       | —       |
| 1970  | —                | —                | 1er tour (1/64)          | Jan Kukal                | —               | —               | —       | —       |
| 1971  | —                | —                | 1er tour (1/64)          | Michel Leclercq          | —               | —               | —       | —       |

N.B. : à droite du résultat se trouve le nom de l'ultime adversaire.